# Peter Truhart
Pierre Truhart né le 25 juillet 1936 à Hambourg, est un ancien diplomate allemand qui a été ambassadeur de la République fédérale d'Allemagne en Guinée entre 1984 et 1987.

## Biographie
Après avoir obtenu son Abitur (équivalent allemand du baccalauréat français) en 1955, Truhart a commencé à étudier le droit et l'histoire de l'Europe de l'Est (de) à l'université libre de Berlin, qu'il  acheve en 1961 avec le premier examen d'État en droit. De 1961 à 1962, il est greffier. En 1962, il entreprend également des études de langues chinoises à l'université rhénane Frédéric Guillaume de Bonn, où il obtient en 1965 par un diplôme de langue. De 1965 à 1970, il poursuit des études doctorales et en 1970, il  termine  sa thèse (Trois systèmes de contrôle général de l'administration de l'État par des organes spéciaux de la constitution. Les systèmes de l'ombudsman parlementaire, la "supervision générale" par le ministère public dans les États socialistes et le conseil de contrôle de la République de Chine Taiwan) à la Faculté de droit et de sciences politiques de l'université rhénane Frédéric Guillaume à Bonn.
Entre-temps, Truhart a passé le premier concours de recrutement afin de devenir diplomate en mission à l'étranger en 1965. En 1966 et 1967, il travaille à New York (mission d'observation allemande au sein de l'ONU, puis à Saigon (1968/1969) et en tant que conseiller de légation de première classe à l'ambassade entre 1970 et 1973 à Moscou. En Juin 1973, il est promu conseiller de légation de première classe et travaille au sein du département de l'Asie du sud-est, de l'Australie, de la Nouvelle-Zélande et de l'Océanie, à Bonn, au ministère fédéral des Affaires étrangères,,. Après cela, il devient le 13 avril 1976 chargé d'affaires par intérim à l'ambassade au Vietnam (Hanoi) et nommé en même temps le 23 Août 1976 en fonction au sein de l'ambassade allemande  à Pékin. En 1976, il est décoré de la croix du Mérite fédéral allemand.
En 1984, il devient ambassadeur de la République fédérale d'Allemagne en Guinée et occupe ce poste jusqu'en 1987. Il a ensuite été remplacé par Hubert Beemelmans. Entre 1987 et 1990, il a été chef du service de la culture à l'ambassade de la R.F.A. à Paris et de 1990 à 1998 chef du service des relations politico-culturelles avec l'Afrique, l'Asie, l'Amérique latine et l'UNESCO au service de la culture du ministère fédéral des Affaires étrangères. A ce titre, il a été chef de la délégation allemande au comité culturel mixte germano-tunisien en juin 1994.
Il est devenu consul général à Innsbruck en 1999  et 2000, année où il est devenu retraité.

## Vie privée
Truhart, protestant, est marié à Almute Truhart, née Ruthe, depuis 1970 et père d'un fils (Konstantin).

## Œuvres
En plus de sa carrière diplomatique, Peter a écrit de nombreux livres sur des sujets historiques et diplomatiques.

### éditions
- Trois systèmes de contrôle général de l'administration de l'État par des organes spéciaux de la constitution. Les systèmes de l'ombudsman parlementaire, de la "supervision générale" par le parquet dans les pays socialistes et du conseil de contrôle du ROC Taiwan. Thèse à l'Université de Bonn en 1970.
- Régents des nations. Chronologie systématique des États et de leurs représentants politiques dans le passé et le présent. Un livre de référence biographique. [ Régents des Nations ]. 4 tomes. Munich 1984 et suiv.; 2. Édition (5 volumes) ibid. 1999 et suiv.,  (ISBN 3-598-10491-X) .
- Annuaire international des ministres des affaires étrangères : 1589-1989. Munich 1989,  (ISBN 3-598-10823-0) .
- Annuaire international des ministres des Affaires étrangères : 1945-1989. Volume supplémentaire, 1995,  (ISBN 3-598-11276-9) .
- Dictionnaire historique des États : États et communautés étatiques depuis leurs origines jusqu'à nos jours. Munich 1995,  (ISBN 3-598-11292-0) .

### littérature
- Walter Habel (éd. ): Qui est qui ? Le Who's Who allemand. 24 Sortir. Schmidt-Römhild, Lübeck 1985,  (ISBN 3-7950-2005-0), page 1263.

## liens web
- Peter Truhart In: Gerhard Köbler : Who is who in German law (version en ligne)